# Blikk
Die Blikk Holding GmbH (Eigenschreibweise blikk Holding GmbH) ist ein deutscher Verbund von radiologischen und nuklearmedizinischen Praxen mit Hauptsitz in Dortmund. Sie wurde 2018 als UNA 378. Equity Management GmbH gegründet und erhielt im Jahr darauf ihren heutigen Namen. Geleitet wird sie durch eine zweiköpfige Geschäftsführung.

## Geschichte
2017 übernahm die Deutsche Beteiligungs AG die Mehrheit an der Radiologischen Gemeinschaftspraxis Herne und der Ranova Überörtliche Gemeinschaftspraxis für Radiologie und Nuklearmedizin. Aus diesem Verbund ging 2018 die UNA 378. Equity Management GmbH hervor, woran die Deutsche Beteiligungs AG (DBAG) Mehrheitsgesellschafterin wurde. Das neue Unternehmen nahm seinen Sitz in Frankfurt am Main und wurde beim dortigen Amtsgericht registriert. Im Mai 2019 beschloss die Gesellschafterversammlung, den Sitz des Unternehmens von Hessen nach Unna in Nordrhein-Westfalen zu verlegen. Damit erfolgte auch ein Wechsel des Gerichtsstandes zum Amtsgericht Hamm. Nach dem Umzug im Oktober des Jahres benannte sich die Firma als Blikk Holding GmbH neu. Im Herbst 2019 übernahm sie die Klinik Helle Mitte in Berlin. Im August des Jahres 2020 wurde die Verwaltung des Unternehmens von Unna nach Dortmund-Schüren zur Stadtkrone-Ost verlegt und ist seither beim Amtsgericht der Stadt eingetragen. Im Juli 2021 schließt die DBAG ihre Beteiligung an der Radiologie-Gruppe Blikk ab. Ihre Anteile an der Blikk Holding GmbH werden an EQT Infrastructure V, einen Fonds der globalen Investment-Organisation EQT, veräußert. Im Oktober 2021 fusionierte die Blikk Holding GmbH mit der Meine Radiologie Holding GmbH. Die Anteile Meine Radiologie Holding GmbH mit Sitz in Frankfurt, wurden ebenfalls im Juli von der Triton Beratungsgesellschaft GmbH an die EQT Infrastructure V verkauft. Unter dem neuen Eigentümer EQT bilden die zwei medizinischen Praxisverbünde, Blikk Holding GmbH und Meine Radiologie Holding GmbH, eine der größten Radiologie- und Strahlentherapie-Gruppen in Deutschland, mit insgesamt 65 Praxisstandorten und mehr als 1.700 Mitarbeitern.

## Unternehmensstruktur
An der Blikk Holding GmbH sind mehrere Gesellschafter beteiligt. Den Mehrheitsanteil hält die EQT Infrastructure V. Die verbleibenden Anteile werden von verschiedenen Gesellschaftern ausgefüllt.
Die Geschäftsführung der Blikk Holding setzt sich aus Dirk Knüppel als CEO, Axel Mau als CFO zusammen. Erweitertes Management Board Christian Wiedemeyer und Peter Bänsch. Die Blikk Holding agiert deutschlandweit und umfasst mehr als 30 Praxen in den Ländern Berlin, Hamburg, Niedersachsen und Nordrhein-Westfalen sowie zusätzlich eine Klinik in Berlin. Das Unternehmen hat mehr als 1.000 Mitarbeiter.
Die Holding bündelt mit der Klinik Helle-Mitte die üBAG blikk Radiologie Ruhr Nord GbR, üBAG blikk Radiologie Ruhr Süd/Ost GbR, MVZ blikk Braunschweig GmbH, MVZ blikk Hamburg Rahlstedt GmbH. In den beiden üBAGs sind wiederum weitere MVZ und Praxen zusammengeführt.

## Produkte und Dienstleistungen
Interventionelle Radiologie, Computertomographie, digitales Röntgen, Durchleuchtung, Kernspintomographie, Knochendichtemessung, Mammographie, offenes MRT und Ultraschall. Im Bereich der Nuklearmedizin werden insbesondere DaTSCAN-Szintigraphie, Myokardszintigraphie, PET-CT, Radiosynoviorthese (RSO), Szintigraphie der Schilddrüse, und Skelettszintigraphie angeboten. Für schwierige Fragestellungen und besondere Bedürfnisse stellt Blikk Verfahren wie 3-Tesla-MRT, 3D-Ultraschall, offenes MRT, Herz-MRT, Coronar-CT und PET/CT sowie Spezialisten für Neuroradiologie, Prostatadiagnostik, onkologische und rheumatologische Bildgebung und Kinderradiologie sowie innerhalb der Spezialklinik Helle Mitte in Berlin die Behandlung degenerativer Wirbelsäulenerkrankungen zur Verfügung.

## Standorte
Blikk ist in Deutschland neben dem Hauptsitz in Dortmund, in Unna, Kamen, Werne, Schwerte, Bochum, Witten, Hagen, Hattingen, Herne, Herten, Braunschweig, Hamburg Rahlstedt, Berlin vertreten.